# Frosinone (pokrajina)
Pokrajina Frosinone (talijanski: Provincia di Frosinone) je talijanska pokrajina u regiji Lacij. Glavni grad je Frosinone.
Ova pokrajina na sjeveru graniči s Abruzzom (pokrajina L’Aquila), na istoku s Moliseom (pokrajina Isernia), na jugoistoku s Kampanijom (pokrajina Caserta), na jugu s pokrajinom Latinom i na zapadu s pokrajinom Rim.
Na jednom dijelu pokrajine nalazi se Nacionalni park Abruzza, Lacija i Molise. Najznačajnija rijeka je Garigliano.

## Najveće općine
(stanje od 31. svibnja 2005.)
| Općina                     | Stanovništvo |
| -------------------------- | ------------ |
| Frosinone                  | 48.621       |
| Cassino                    | 32.617       |
| Alatri                     | 27.993       |
| Sora                       | 26.430       |
| Ceccano                    | 22.495       |
| Ferentino                  | 20.523       |
| Veroli                     | 20.144       |
| Anagni                     | 19.330       |
| Pontecorvo                 | 13.214       |
| Monte San Giovanni Campano | 12.818       |
| Isola del Liri             | 12.072       |
| Fiuggi                     | 9.113        |
| Boville Ernica             | 8.927        |
| Ceprano                    | 8.341        |
| Paliano                    | 7.897        |
| Arpino                     | 7.720        |
| Roccasecca                 | 7.522        |
| Cervaro                    | 7.101        |
| Sant’Elia Fiumerapido      | 6.310        |
| Arce                       | 5.982        |
| Piedimonte San Germano     | 5.395        |
| Ripi                       | 5.384        |
| Aquino                     | 5.329        |

## Vanjske poveznice
- (tal.)Službena stranica pokrajine